# 松平忠利 (久松松平家)
松平 忠利（まつだいら ただとし）は、江戸時代前期の旗本。通称は采女。号は意閑。

## 略歴
慶長10年（1605年）、下総国関宿藩2代藩主で美濃国大垣藩初代藩主松平忠良の庶長子として、関宿にて誕生した。母は忠良の側室。
元和9年（1623年）、2代将軍徳川秀忠上洛の際、大垣城で拝謁し、時服五領を賜った。寛永元年（1624年）、父の死去により弟だが嫡出子の憲良が家督を相続したが、幼少であったため減封の上で信濃国小諸藩に転封となった。忠利も同行し、同国小県郡3000石・佐久郡2000石（祢津知行所）を分知され、寄合に列した。分知の時期については諸説ある。久松松平家が小諸藩主だった間、本藩の小諸城内に忠利の屋敷があったと推測されている。陣屋は東上田に置かれたが、のち祢津（東御市）に移された。
寛永年間、度々江戸城西の丸の石垣や惣堀の普請を承り、延宝6年（1678年）7月10日に致仕した。元禄元年（1688年）に江戸で死去した。享年84。法名は日潤。谷中の了俒寺に葬られた。
二人の息子・鍋千代、次郎松いずれも早世したため、大河内久綱の五男・忠勝を養子に迎え、娘を忠勝の妻とした。
子孫は幕末まで旗本として存続し、久松に改姓した。
東御市の定津院には、忠利の妻が祈祷して婦人病を治したとされる巨石の伝承が残っている。